# Jonika Airlines
 (octobre 2020).
Si vous disposez d'ouvrages ou d'articles de référence ou si vous connaissez des sites web de qualité traitant du thème abordé ici, merci de compléter l'article en donnant les références utiles à sa vérifiabilité et en les liant à la section « Notes et références ».
Jonika Airlines (ou Jonika Air Company) est une compagnie aérienne charter ukrainienne basée à l'aéroport de Kyiv-Zhuliany et Kyiv-Boryspil. Elle opère depuis 2018 des vols réguliers vers la Grèce et vole vers les destinations touristiques en Turquie, Monténégro, Albanie et Bulgarie.

## Histoire
La compagnie Jonika Airlines débute ses vols en octobre 2018. Elle se focalise principalement sur le transport charter de passagers vers les destinations touristiques de Turquie, Monténégro, Albanie et Bulgarie,même si elle offre des vols réguliers vers la Grèce au départ de l'Ukraine.
Elle commence par introduire pour ses premiers vols un Boeing 737-400 qu'elle reçoit en juillet 2018 puis en reçoit un second en avril 2019. Un Boeing 737-300 se rajoute à la flotte en janvier 2020 et un Airbus A319 en septembre 2020.

## Destinations
La compagnie dessert depuis l'Ukraine des destinations régulières en Grèce et des vols charter en Turquie, au Monténégro, en Albanie et en Bulgarie.

## Flotte
La flotte de Jonika est constituée des avions suivants : (2020)
| Appareil       | En service | En commande | Notes |
| -------------- | ---------- | ----------- | ----- |
| Boeing 737-300 | 1          |             |       |
| Boeing 737-400 | 2          |             |       |
| Airbus A319    | 1          |             |       |
| Total          | 4          |             |       |